# 정주읍성
정주읍성(定州邑城)은 평안북도 정주군 정주읍에 위치한 조선시대의 읍성이다.

## 개요
5세기 중반에 흙으로 성을 쌓았다가, 1714년에 돌로 개축하였다. 성벽의 높이는 2미터에서 5미터에 달한다.
1811년 홍경래의 난 때 홍경래가 이곳에서 난군을 지휘하며 약 4개월 동안 항전하였다.